# تأثیر زبان فارسی بر زبان عربی
زبان‌های فارسی و عربی در زمینهٔ داد و ستد واژگان بر یکدیگر تأثیرهایی داشته‌اند. واژگان عربی با ریشه فارسی یا واژگان معرب به واژگان ایرانی گفته می‌شود که در زبان و ادبیات عربی بکار گرفته می‌شوند، ولی ریشه عربی (ندارند). هر واژه‌ای که در زبان عربی، ریشه و بُن عربی نداشته باشد به آن مُعَرَّب (معربات) یا فرایندی را که بر روی آن انجام شده را تَعْریب می‌گویند. تعریب آنست که کلمه‌ای غیرعربی را به شکل عربی درآورند؛ یا آن را به همان شکل اصلی بیان کنند. سیبویه می‌گوید: " التعریب هو أن تتکلم العرب بالکلمة الأعجمیة مطلقا، فهم تارة یلحقونها بأبنیة کلامهم، وطورا لا یلحقونها بها ". هم‌اکنون در زبان عربی واژگان بی‌شماری هستند که دگرگون شده و تغییر یافته از واژگان پارسی یا از زبان‌های ایرانی می‌باشند برای نمونه در عربی برقع از پرده یا جاموس از گاومیش و فرودس از پردیس از زبان ایرانی به عربی رفته است و همانند اینها… و هزاران واژه معرب (عربی شده) دیگر که ریشه عربی ندارند.
عربی دارای پنج هزار وام واژه از زبان فارسی اوستایی است که به آنها واژگان معرب (عربی شده) می‌گویند و کتاب‌ها و نسک‌هایی بسیاری از زبان شناسان عرب و استرالیایی در اینباره نوشته شده است مانند کتاب وام واژه‌های قرآنی از زبان‌شناس استرالیایی آرتور جفری Arthur Jeffrey.
هنوز پیدا نیست که آیا واژگان فارسی اوستایی بیشتری در عربی است یا نه ولی تا کنون پنج هزار واژه فارسی اوستایی در عربی ریشه یابی شده است.
به جز پنج هزار از واژگان فارسی اوستایی در عربی هزاران واژه از زبان‌های دیگر در عربی است مانند واژگان رومی و زبان‌های دیگر که ریشه یابی آنها برای زبان شناسان عرب سخت و دشوار است زیرا در عربی هر واژه ای که از زبان‌های دیگر به عربی می‌آید دچار دگرگونی ساختار و گفتار می‌شود و زبان شناسان عرب را برای ریشه یابی آنها به چالش می‌کشد.
زبان‌شناس عرب دیگری به نام استاد المنجد صلاح الدین در سال ۱۹۷۸ میلادی در کتابی به نام المفصل فی الالفاظ الفارسیه المعربه فی الشعر الجاهلی و القرآن الکریم و الحدیث النبوی و الشعر الاموی که به تنهایی سه هزار واژه فارسی اوستایی در عربی را ریشه یابی کرده است.
چندین زبان‌شناس عرب دیگر در کتاب‌های خود دو هزار واژه فارسی اوستایی دیگر در عربی را ریشه یابی کردند مانند:
۱ … ألفاظ دخیلة ومعربة فی اللهجة القطریة کتابی از زبان‌شناس قطری نور عبدالله المالکی.
1. .. الألفاظ الفارسیة فی اللهجة البغدادیة از (حسن شوندی زبان‌شناس عراقی) دربارهٔ واژگان امروزی تر است.
2. .. کتاب ادی شیر، «واژه‌های فارسی عربی شده» است: این کتاب از کهن‌ترین و معتبرترین کتابها در این باره است.

بازگردانی و ترجمه فارسی از استاد طبیبیان
۴... دربارهٔ وام واژه‌های فارسی قرآن از یک زبان‌شناس ایرانی به نام استاد بهاءالدین خرمشاهی جستار و مقاله ای به نام کلمات فارسی در قرآن مجید در مجله قرآن پژوهی در سال ۱۳۸۹ خورشیدی.

## برهمکنش و تأثیر پارسی بر زبان و ادبیّات عرب
در ریشه‌شناسی واژگان (اتیمولوژی) (به انگلیسی: etymology) و در زبان‌شناسی (به انگلیسی: linguistics) به مبحث تغییرات و ریشه‌یابی معنی و مفهوم واژگان در دوره‌های مختلف تاریخی می‌پردازند و دگرگونی واژگان را در جابجائی زبانی و نوشتاری از یک زبان به زبان دیگر بررسی می‌کنند. تأثیر زبانها متقابلست، چرا که زبان پارسی و عربی برهم تأثیر گذاشته‌اند، زیرا اعراب حدود ۴۰۰ سال در ایران حضور فیزیکی داشتند و تا دورهٔ انقلاب مشروطه متون مهمی به زبان عربی همانند پارسی نوشته می‌شد و از طرف دیگر ایرانیانی در ساخت و پرداخت زبان عربی نقش مهمی داشتند.
در زبان عربی کلمات بسیاری وجود دارد که به آن‌ها «مُعَرَّبات» یعنی «عربی‌شده‌ها» می‌گویند. ریشهٔ بسیاری از معربات هنوز ناشناخته است. سازمان استانداردسازی عربی کوشش فراوانی کرده تا ریشهٔ این‌گونه کلمات شناسائی شود، اما به دلیل اینکه در عربی‌سازی، کلمات بیگانه به‌طور کامل برهم ریخته می‌شود، نمی‌توان به‌سادگی این‌گونه معربات را ریشه‌یابی کرد. گفته می‌شود حدود ۵ هزار کلمه معرب از کلمات رایج در زبان پارسی به زبان عربی راه یافته است. از جملهٔ آن‌ها بنفسجی (از بنفشه)،
در کتاب «اَلْکَلَماتُ الفارسیة فی الْمَعاجِمِ الْعَرَبیة» حدود ۳ هزار کلمه عربی که از زبان پارسی به عربی راه یافته‌اند را به همراه توضیحات برای هر کلمه آورده است. پیشتر نیز جوالیقی ۸۳۸ واژه و در کتاب المنجد ۳۲۱ کلمه و ادی شیر، در کتاب واژه‌های پارسی عربی شده، ۱۰۷۴ واژه پارسی را توضیح داده است.
ژان پِری می‌گوید: درحقیقت زبان پارسی میانه یک زبان ناکارا نبوده، نه از دیدگاه تکنیکی و نه دایره واژگان انتزاعی، و این زبان از سامانه پیچیده‌ای از واژگان بکار می‌برده، در گرد آوری واژگان محلی دینی بر زبان عربی تقدم داشته و در فلسفه و طب هم از اصطلاحات یونانی اقتباس کرده و همهٔ این‌ها را چه در دوران پیش از اسلام و چه دوران پسااسلامی به زبان عربی انتقال داده است.

بیشتر آن دسته از واژگان عربی که وارد زبان فارسی شده‌اند در معنایی بجز معنای اصلی خود در عربی کاربرد دارند.
این امکان وجود دارد که پژوهش‌ها در تأثیر پهلوی روی عربی کامل نباشند. یا وارونه این جریان تأثیر زبان‌های سامی روی زبان پهلوی چونکه به نظر دیده می‌شود در چند مورد شباهت‌های ریشه‌شناختی شگرفی وجود دارد برای نمونه حرف بِ حرف اضافه در عربی شاید از دیدگاه تاریخی با pad پهلوی در پیوند و ارتباط بوده چون می‌بینیم که بعداً در پارسی نو یا کلاسیک به صورت بَ می‌آید و بعد بِ می‌شود و در فارسی نوین آن را به صورت به می‌نویسیم. نمونه دیگر از دیرباز در زبان‌های هندواروپایی از پسوند -ic برای مزید مؤخر نسبت و چیزهای دیگر استفاده می‌شده و عرب‌ها هم از ی به عنوان پسوند نسبت استفاده می‌کنند در فارسی نو کم و بیش به گونه کامل پسوند ic پهلوی کنار گذاشته می‌شود و از ی عربی استفاده می‌شود در سایر زبان‌های سامی یعنی سریانی و عبری این یای نسبت دیده نشده. با این وجود عرب‌ها یای نسبت را از -ic خانواده زبان‌های ایرانی گرفته‌اند یا فارسی این ی کنونی را از یای نسبت عربی گرفته است؟اگر گرفته است چطور می‌توان اثبات کرد که این همان -ic نیست که خفیف‌تر ادا شده است. کمبود پژوهش دربارهٔ یک واژه کم استفاده تأثیرگذار نیست ولی دو مورد گفته شده در دو زبان بسیار پرکاربردند.

## فهرست معربات (واژگان عربی با ریشه فارسی)
- مقاله اصلی: فهرست واژگان عربی با ریشه فارسی

واژگان عربی با ریشه فارسی یا کلمات معرب از فارسی به کلماتی گفته می‌شود که در زبان و ادبیات عربی به کار گرفته می‌شوند اما ریشه فارسی دارند. از زبان فارسی کلمات زیادی به شکل‌های مختلف به زبان عربی وارد شده است. در زبان عربی کلمات بسیار زیادی وجود دارد که به آن‌ها معرّبات (یعنی عربی‌شده) می‌گویند. ریشهٔ بسیاری از معرّبات هنوز ناشناخته است. «سازمان استانداردسازیِ عربی» کوشش فراوانی کرده تا ریشهٔ این‌گونه کلمات شناسایی شود، اما به‌دلیل این‌که در عربی‌سازی کلمات بیگانه عموماً به‌طور کامل برهم ریخته می‌شود، نمی‌توان به‌سادگی این‌گونه معرّبات را ریشه‌یابی کرد. گفته می‌شود حدود ۵۰۰۰ کلمهٔ معرب، از کلمات رایج در زبان فارسی به زبان عربی راه یافته است؛ از جملهٔ آن‌ها می‌توان به این چند کلمه اشاره کرد: جُناح (از «گناه»)، کَنز (از «گنج»)، سِراج (از «چراغ»)، جَصّ، مجصّص و سایر مشتقات آن (از «گچ»)، و اساطیر و اسطوره از stori لاتین و خارِطة و خَوارِط از carta و منهی‌عنه و نهی از نه (no) فارسی و سانسکریت.

## برخی از ایرانیانی که ادبیات عرب را پیشرفت دادند
دکتر هادی العلوی در کتاب «خلاصات فی السیاسة والفکر السیاسی فی الإسلام»، ص ۱۶۸ می‌نویسد: "نویسندگان نخست در دنیای عرب بیشتر از تبار ایرانی بودند" در صفحهٔ ۱۶۹ می‌گوید: "عربها تشکیلات و سامان‌دهی و دیوان سالاری و مالیات و کشاورزی و بسیاری از شیوه‌های دیگر را از ساسانیان فرا گرفتند". در کتاب «فقه اللغة و سر العربیة»، نوشتهٔ ابومنصور ثعالبی نیشابوری، در صفحهٔ ۲۲ و ۲۳ می‌نویسد:" ابو بشر عمرو حارثی (۷۴۰–۷۷۹ م) که لقبش سیبویه است (سیب + ویه _ پسوند وابستگی مانند مسکویه و شیرویه)" ایرانی زاده بیضای فارس و باشنده بصره و درگذشته در شیراز، داناترین مردم در نحو بود. ابوسعید حسن بن عبدالله مرزبان سیرافی، بزرگ‌ترین دانشمندان ادبیات عرب، عسکر بن حسین نخشی از خراسان، و ابو عبدالله حسن بن خالویه از همدان (منبع پیشین صفحه‌های ۱۴–۱۶) خدمات شایانی به زبان عربی کردند. ابن مقله شیرازی (۲۷۲–۳۲۸ ه‍.ق) زاده بیضا فارس نوآور خطهای ششگانه که در خوانش پذیری و خوشخوان شدن زبان عربی به‌ویژه از راه خط نسخ که به ساده‌ترین خط برای نوشتار آوازه دارد. ابو منصور عبد الملک بن محمد بن اسماعیل ثعالبی، زادهٔ نیشابور (۳۵۰ هـ. ق)، مؤلف کتاب «فقه اللغة و سر العربیة». عبدالله بن مقفع (روزبه بن دادویه) زادهٔ جور (گور) ایران، مترجم کلیله و دمنه از پهلوی به عربی، و نویسنده الأدب الکبیر والأدب الصغیر و جز اینها. ابن سینا (۹۸۰–۱۰۳۷م) نویسندهٔ «القانون فی الطب»، زکریای رازی (۸۶۴–۹۲۳م) نویسندهٔ «تاریخ الطب» و «الأدویة المفردة»، ابوریحان بیرونی (۹۷۳–۱۰۴۸م) نویسندهٔ «آثار الباقیة عن القرون الخالیة» و ده‌ها کتاب دیگر، عبد القادر جرجانی (گرگانی) (متوفای ۴۷۱ هجری)، پایه‌گذار علم بلاغت و نویسندهٔ کتاب «دلائل الإعجاز وأسرار البلاغة»، تاریخدان و تفسیرگر نامدار محمد بن جریر تبری آملی (۸۳۸–۹۲۳م)، محمد بخاری از بخارا (۱۹۴–۲۵۶ هجری) نویسنده «صحیح بخاری»، مسلم بن حجاج نیشابوری، نویسندهٔ کتاب «صحیح مسلم» (۲۰۶–۲۶۱ هجری)، نسائی خوارزمی نویسنده «سنن» (زندگینامه و گفته‌های پیامبر اسلام)، ابن ماجه قزوینی نویسنده یکی دیگر از صحاح سته (کتابهای ششگانه پذیرفته اهل سنت)، محمد ترمذی از دیگر نویسندگان شش کتاب نامی، ابی داوود سیستانی (سجستانی) نویسنده دیگر «سنن» و نعمان بن ثابت نامدار به ابوحنیفه، پیشوای حنفیان (۶۹۹–۷۶۷ م) که آرامگاه او در اعظمیه بغدداد و پاژنام او "امام اعظم" است، حاکم نیشابوری از بزرگ‌ترین دانشمندان دوران خویش تاکنون در میان اهل تسنن و جارالله زمخشری خوارزمی نویسنده کتاب تفسیر نامور کشّاف، حافظ شیرازی (۷۲۷۰–۷۹۲ هجری) و مُشرف‌الدین مُصلِح بن عبدالله "سعدی شیرازی" (۵۸۰–۶۹۱ هجری)، غیاث الدین ابو فتوح عمر بن ابراهیم نامدار به "خیام" (۱۰۴۰–۱۱۳۱ م) و بشار بن برد (۹۶–۱۶۸ هجری)؛ افزون بر اینان نه تنها ده‌ها اندیشمند ایرانی، که ده‌ها تن از بزرگان سریانی و ترک و قبطی و بربر در توسعه و ارتقای علمی زبان عربی نقش داشته‌اند.

## راه‌های رخنه زبان پارسی در عربی
فارسی به روش‌های مختلفی بر عربی تأثیر گذاشته است و بسیاری از واژگان عربی را با خود به سایر زبانها از جمله به آسیای مرکزی و شبه‌قارهٔ هند منتقل کرده است.
زبان عربی اشتقاقی و قالبیست، عرب‌زبانان از قالب‌های افعال، تفعیل، مفاعله، استفعال و… بهره می‌برند و با ریختن ریشهٔ واژه در این قالب‌ها که باب یا قالب نامیده می‌شوند، واژه می‌سازند. در عربی همین روش را برای ریشه‌های واژه‌های پارسی هم بکار می‌برند. یا مثلاً واژهٔ «کادیک» به‌صورت «قاضی» معرب‌شده و از آن قضاوت و مقتضی و … ساخته شده است. نمونه‌ای دیگر واژهٔ «مورَخ» بمعنی تعیین زمان رویدادهاست و در قرآن و عربی پیش از اسلام نبوده و ریشهٔ عربی ندارد. به باور برخی زبان‌شناسان، عرب‌ها «ماهرخ» پارسی (که شکل‌های گوناگون ماه در هر روز را نشان می‌دهد) را، «ماروخ» گفته‌اند و از آن «مورخ» و «تاریخ» را برگرفته‌اند، اما نظر غالب زبانشناسان معاصر اینست که «مُوَرَّخ» اسم مفعول و «مورِخ» (بکسر راء) اسم فاعل از «تاریخ» است و خود تاریخ را عربی‌شدهٔ «تاریک» است؛ زیرا سخن از گذشته‌ها در تاریکی و ابهام قرار دارد. در مجلهٔ «اَلدِّراساتُ الأَدَبیَّة» بهار و تابستان ۱۳۴۳. دیدگاه‌های مختلف را در مورد واژهٔ «تاریخ» آورده شده و نظر حمزهٔ اصفهانی را در مورد عربی‌شده از «ماهرخ» یا «تاریک» را بررسی نموده است. و نتیجه‌گیری نموده که معرب‌شده از تاریک بمنطق نزدیکترست.
- ۱- تغییر یا حذف حروف گ. ژ-چ. پ- که عرب‌ها آن‌ها را ندارند مثل چغندر=(شمندر)- گرگان= جرجان-پارس= فارس طبرستان = تپورستان،
- ۲- تغییر صداهای ناموزون و سنگین مانندسرپوش= طربوش -ابرکوه= ابرقو- آنکارا= آنقره- کنستانتینوپل = قنسطنطنیه- کوردبای = قرطبه و… عرب زبان‌ها اکثر واژه‌های برگرفته در زبان فارسی را ناچار در برابر قالب‌های گویش خود تغییر داده‌اند و شماری از همین واژهها به‌وسیلهٔ ایشان و کارگزاران ایرانیِ آن‌ها به فارسی وارد شد. چند نمونه از این گروه واژه‌ها مانند: «فیل»، «فردوس»، «ابریق»، و … هستند که به ترتیب از واژه‌های «پیل»، «پردیس»، «آبریز» و… ساخته شده‌اند.[۹]
- ۳- عربی سازی شمار دیگری از واژه‌های فارسی و راه یافتن آن‌ها به فارسی از الگوی پیچیده‌تری پیروی می‌کند.[۱۰] واژگانی مانند «بهلوان» (پهلوان) و «مهرجان» (بر گرفته از مهرگان که برای هرگونه جشن بکار می‌رود) در عربی نیز برگرفته از واژگان فارسی هستند[۱۱]

واژه‌هایی مانند برنامه (برنامج)، طازج= تازه، نموذج= نمونه، فیروز، خندق= کندک، منجنیق= منگینک، اسفناج= اسپیناگ، دیوان، برزخ، بلبل، حنا، یاسمین= یاسمن، سرو، عدس= ادس، شهی= شاهی، خنجر (برگرفته از واژه خونگر)، طربوش (بر گرفته از سرپوش)، تاج= تاگ از پارسی گرفته شده‌اند.
در اشعار شاعران جاهلی، واژه‌های فارسیِ: انجمن، بربط، بنفشه، بادیه، گلاب، گلستان، دیبا، دهقان، یاسمن، زیر، زبرجد، مرو، آس، مرزنگوش، زعفران (زر پران)، بندق= فندق، جوز= گوژ، فستق از پسته، لوز و لوزه از لوزینک، قاقم از کاکم، راس از سر نَسخ و نسخه و نُسَخ از نسک دلو از دول درب از در لجام و ملجم از لگام اسنادی (فعل اسنادی) از استن (هستن) شبح از شبه محراب از مهراب اهواز و هویزه از خوز خرابات از خورآباد، مهره، مشته، نرگس، ساروج (چاروک)، سوسن، سمسار، سیه‌سنبل، تاج= تاگ، تنبور، خبری، خسروانی، چنگ، شاهنشاه و غیره استفاده شده است.
به قرآن نیز واژگان پارسی فراوانی راه یافته است که از این دید پرنفوذترین زبان بر ادبیات قرآنی انگاشته می‌شود: جند= گُند (گندآور برابر با سرباز دلیر)، سجیل (بر گرفته از سنگ‌گل)، نمارق (جمع واژه نرمک ایرانی به معنی بالش)، وزیر (از وَچیر پهلوی)، مسک (از مشک پهلوی)، عفریت (از آفرید).
از دیگر واژه‌هایی که از پارسی به عربی رفته‌اند می‌توان به: هندسه (برگرفته از اندازه / هَنداچک)، اشاره کرد.
در ادبیات فارسی از واژگان پارسی ولی با کمک قالب‌های عربی واژگانی ساخته شده که تعدادی از آن‌ها به زبان عربی نیز راه یافته‌اند مانند: استیناف (از نو، درخواست نو و تجدید نظر)، تهویه (از هوا بر وزن تفعیل) وزن توزین و مکلا از کلاه … و …
زبان‌های گروه سامی و عربی بخش اعظمی از واژگان خود را از طریق زبان فارسی گرفته‌اند که در مورد عربی به دلیل ماهیت صرفی و قالب‌های متعدد آن واژگان فارسی بیشتر در شکل مفرد و ساده آن قابل رد یابی است و به دلیل ذوب شدن مفردات در قالب‌ها و صیغه‌ها و حذف و اضافه صداها رد یابی آن سخت می‌شود. زبان فارسی از معدود زبان‌های دنیا است که که تقریباً عموم واژگان وام گرفته را می‌تواند بدون دستکاری و بدون حذف آوا و حروف بپذیرد به ویژه کلمات قرانی را بدون هیچ تغییری پذیرفته است مانند: صالح – کاذب – مشرک – کافر و -عذاب …
بسیاری از کلمات مشترک فارسی و عربی اگر مورد کنکاش قرار گیرند ریشه فارسی آن معلوم می‌شود به‌طور نمونه تقریباً به ندرت کسی در عربی بودن کلمه نهی - ظاهر (چهر/چهره)- کم (چن؟ چند؟) – جص (گچ) – رباط – بیان - تجسس و متجسس و جاسوس و جاسوس‌ها از ریشه جستن - نور- منار - تنور - جزیره (گزیرک)- خراج (هراچ و خراچ) - خدمه و خدمت از هدمک پهلوی - عجم- دار الاخره، تکدی، رجس، نجس یا باکره (پاکیزه) ترجمان-ترگمان فن-فند تردید کرده است اما در حقیقت همه این‌گونه کلمات یا به‌طور کامل فارسی هستند یا معرب شده هستند.
صبح از صباح و صباح از پگاه ساخته شده و مصباح و … از آن ساخته شده است. نظر عربی شده «نگر» است انظر- نظر ینظر منظر و … از آن ساخته شده است.
خیمه از واژه پهلوی گومه و کیمه (به معنی کلبه) گرفته شده و خیام مخیم خیم یخیم صرف شده است در مورد واژه گان لاتین نیز گاهی همین‌طور است مانند کلمه کیک (گعک) بالکن – بنانا (موز) بانک که هر سه ریشه فارسی دارند.
- در ادبیات فارسی گاهی با استفاده از مصدرها و قالب‌های عربی کلماتی ساخته‌اند که بعدها بسیاری به ادبیات عرب وارد شده‌اند مانند سوء تفاهم، منتظر و صادرات واردات - و …[۲۲]